# Yin-Yang! X Change Alternative
『Yin-Yang! X Change Alternative』（インヤン！ エックスチェンジ オルタナティブ）は、2004年10月29日にCROWDから発売されたWindows用18禁恋愛アドベンチャーゲーム。「Xchange」シリーズの第4作。

## 概要
本作は、性転換（TSF）を題材にした「Xchange」シリーズの第4作であり、『Xchange3』までの相原拓也（相原たくや）を主人公としたシリーズとは世界観が別の物語となっている。
2005年10月21日には、廉価版として『Yin-Yang! X Change Alternative 復刻版』、ならびに『Xchange3 復刻版』とセットになった『XチェンBOX2』が発売された。また、2012年8月31日には、Android版も発売された。
なお、「Xchange」の表記について、『Xchange』から『Xchange3』までのシリーズはcが小文字でXとつなげて書かれているが、本作ではCROWDの公式サイトや製品のパッケージにおいてCが大文字でXとの間にスペースが入っている。

## あらすじ
桜塚薫は、低い身長と女顔をコンプレックスに持ちながらも「男の中の男」を目指してケンカに明け暮れ、常勝無敗を誇っていた。ところが、保健室の養護教諭が作った謎の薬を飲んで女の子になってしまう。学園の生徒会長に調教されたり、同居している親友達に狙われたりと例によって女の子の快感を満喫してしまったカオルは、果たして男に戻れるのか。

## 登場キャラクター
桜塚 薫（さくらづか かおる）
声 - ルネッサンス山田
男の中の男を目指していたが、謎の薬で女になる。実は染色体レベルでは半陰陽。
桜塚 カオル（さくらづか かおる）
声 - 春瀬みき
薫の女の子バージョン。たくやと違って、体が女になっても言葉遣いや精神は男のまま。
麻倉 瑞希（あさくら みずき）
声 - 長崎みなみ
薫のクラスメートの優等生。実は薫のことが好き。
神代 咲夜（かみしろ さくや）
声 - 中瀬ひな
薫のクラスメート。自宅は神社。神薙一刀流の使い手。実は可愛いものが大好き。
西園寺 杏華（さいおんじ きょうか）
声 - 鳩野比奈
学園の理事長の孫にして生徒会長。財力と権力をバックに一大ハーレムを築いている。
琴坂 美雨（ことさか みう）
声 - 北都南
薫 / カオルの義理の妹。血は繋がっていない。薫の母と美雨の父が再婚した際に、薫が美雨の父との養子縁組を拒否したので名字が違う。
榊 冬弥（さかき とうや）
声 - 永倉仁八
薫のクラスメートで薫と同居している。バンド命で、女の子からラブレターをもらっても見向きもしない。
早乙女蓮司（さおとめ れんじ）
声 - 一条和矢
薫のクラスメートで薫と同居している。ナンパ命で、女の子のためなら何でもやる。
七海 留衣（ななうみ るい）
声 - 高橋栄一
代々西園寺家に仕える家柄の生まれ。杏華の僕だが実は杏華が好き。由衣の双子の弟。
七海 由衣（ななうみ ゆい）
声 - 涼森ちさと
留衣の双子の姉。杏華の僕を装っている。

## スタッフ
- キャラクターデザイン・原画 - 田島直
- シナリオ - Q-tron